# Мовчан Андрій Леонідович
Андрій Леонідович Мовчан (біл. Андрэй Леанідавіч Моўчан; нар. 25 квітня 1972, Мінськ) — білоруський дипломат.

## Біографія
Закінчив Білоруський державний економічний університет, факультет міжнародних економічних відносин (1994), Академії управління при Президентові Республіки Білорусь, факультет зовнішньої політики і дипломатії (2004).
8 грудня 2011 року призначений Надзвичайним і Повноважним Послом Республіки Білорусь в Південно-Африканській Республіці. 28 вересня 2012 року став додатково призначеним послом в Республіці Ангола, Республіці Мозамбік та Республіці Намібія за сумісництвом. 28 лютого 2013 року також став послом в Республіці Зімбабве. Перебував на цих посадах до 8 грудня 2017 року.
З 2018 по 2020 рік працював директором Департаменту туризму Міністерства спорту і туризму Республіки Білорусь.
З 2020 року — Надзвичайний і Повноважний Посол Республіки Білорусь у Боліварській Республіці Венесуела. З 2021 року — за сумісництвом посол у Болівії.